# Maechidius interruptocarinatus
Maechidius interruptocarinatus är en skalbaggsart som beskrevs av Heller 1914. Maechidius interruptocarinatus ingår i släktet Maechidius och familjen Melolonthidae. Inga underarter finns listade i Catalogue of Life.